# Elisabeth Charlotte, Prințesă a Palatinatului
Elisabeth Charlotte, Prințesă a Palatinatului (n. 27 mai 1652 – d. 8 decembrie 1722), numită și Liselotte a  Palatinatului, a fost o prințesă germană și soția lui Filip al Franței, Duce de Orléans, Monsieur, fratele mai mic al regelui Ludovic al XIV-lea al Franței. Corespondența ei vastă oferă detalii ale personalității sale și a activităților de la curtea cumnatului ei, Ludovic al XIV-lea. Ea și soțul ei, ducele de Orléans, au fost fondatorii Casei de Orléans. Singurul lor fiu supraviețuitor, Filip al II-lea, Duce de Orléans, a fost regent al Franței în timpul minoratului lui Ludovic al XV-lea al Franței. Ea a fost, de asemenea, strămoașa împăratului Francisc I și a regelui Ludovic-Filip I; astfel, multe familii regale din Europa, cum ar fi cea austriacă, bulgară, italiană, napolitană, română, spaniolă și toscană, sunt descendenții ei.

## Biografie

### Copilăria
S-a născut în 27 mai 1652, în castelul din Heidelberg. Părinții săi au fost Carol I Ludovic al Palatinatului, fiul lui Frederic I de Boemia aparținând Casei de Wittelsbach și Langravine Charlotte de Hesse-Kassel. În timpul copilăriei a fost cunoscută cu numele de Liselotte. Părinții săi au avut o căsătorie dinastică  nefericită, iar tatăl său în 1653, a început o relație cu Marie Luise von Degenfeld, însoțitoarea mamei sale. El a pretins să se căsătorească cu ea fără acordarea unui divorț judiciar, cu scuza de a legitima copiii bastarzi. La cinci ani, Liselotte a fost trimisă la sora tatălui său,  Sofia, soția lui Ernest Augustus, Elector Palatin. Și-a amintit de perioada petrecută la mătușa sa ca fiind cea mai fericită din viața sa, chiar dacă era destul de legată de surorile sale vitrege mai mici, cu care a corespondat săptămânal. În 1663, Liselotte a fost nevoită să se întoarcă la Heidelberg, unde a trăit cu mama vitregă, cei cinsprezece frați vitregi și fratele său, viitorul Carol al II-lea, Elector Palatin. Se presupune că ar fi vrut să se căsătorească cu verișorul său William de Orania, care mai târziu va deveni regele Angliei, chiar dacă părinții ar fi spus că trebuie să se sacrifice pentru o căsătorie mai avantajoasă cu fratele regelui Franței, rămas văduv după moartea primei soții Anne Henrietta a Angliei.

### Căsătoria

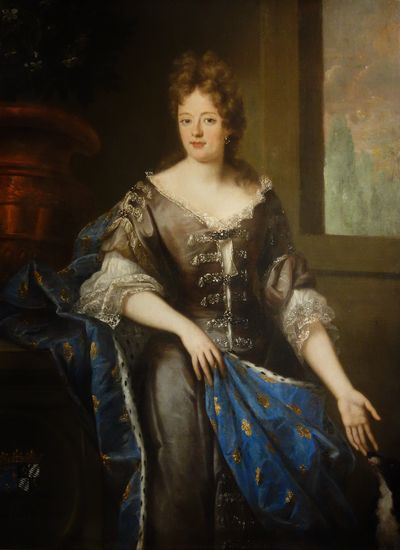
Liselotte în tinerețe

S-a căsătorit prin procură la Metz în 16 noiembrie 1671. După ce a părăsit regatul tatălui său, dar înainte de intrarea în Franța s-a convertit la religia romano-catolică, cum prevedea contractul matrimonial. Căsătoria aranjată a fost concepută de mătușa ei Anna Gonzaga, prietenă apropiată a soțului ei și a fostei soții decedate, care a negociat contractul de căsătorie. La curtea franceză, soțul său era cunoscut cu titlul onorific tradițional de Monsieur, în consecință ea și-a asumat titlul de Madame. Elisabeth Charlotte era foarte legată de fiicele sale vitrege Maria Luiza de Orléans și Anne Marie de Orléans. Când Maria Luiza a părăsit Franța, pentru a se căsătorii cu Carol al II-lea, ea a însoțit-o până la Orléans. Înclinațiile homosexuale ale soțului său erau binecunoscute la curte. Ea a spus că el avea nevoie de "mătănii și medalii sfințite în locurile potrivite, pentru a-și îndeplinii îndatoririle conjugale" cu ea. Elisabeth Charlotte a obiectat în fața sumelor cheltuite, pentru favoriții lui și a influenței lor asupra soțului, pentru a se îmbogății.Aș putea suporta dacă Monsieur ar cheltui banii la jocuri de noroc, dar el uneori dă 100000 de franci dintr-o lovitură și toate economiile cad asupra mea și a copiilor. Asta nu este plăcut deloc, în afara faptului că mă pune într-o poziție, în care dumnezeu mi-e martor, va trebui să trăim în întregime din mila regelui, ceea ce este un lucru mizerabil. Elisabeth Charlotte a avut apartamente la Versailles, folosea Palais-Royal la Paris, Castelul Saint-Cloud la periferia Parisului, care era reședința ei preferată. A avut un apartament în reședința privată a regelui, Château de Marly, iar în anii văduviei sale a locuit la Grand Trianon construit de Ludovic al XIV-lea. La început căsătoria a fost fericită cu nașterea celor doi fii. După moartea primului fiu al cuplului, Ducele de Valois, fiind însărcinată cu al treilea copil(Elisabeth Charlotte de Orléans), a căzut în depresie, fiind îngrijorată și din cauza sarcinii. După nașterea fiicei lor, raportul dintre soți nu a mai fost același. Cei doi, de comun acord, întrerup relațile conjugale. Filip se întoarce la favoriții săi, iar Liselotte la scrisorile sale. Scrisorile scrise mătușii sale Sofia și altora, au creat nu doar o imagine vie a vieții în timpul lui Ludovic al XIV-lea, dar și în timpul regenței fiului său . Scrisorile reflectă înstrăinarea față de soțul ei și alți membrii ai familiei, la fel și relațiile calde avute cu regele, fiul și fiica sa și cu fiicele sale vitrege.

### Viața la curte

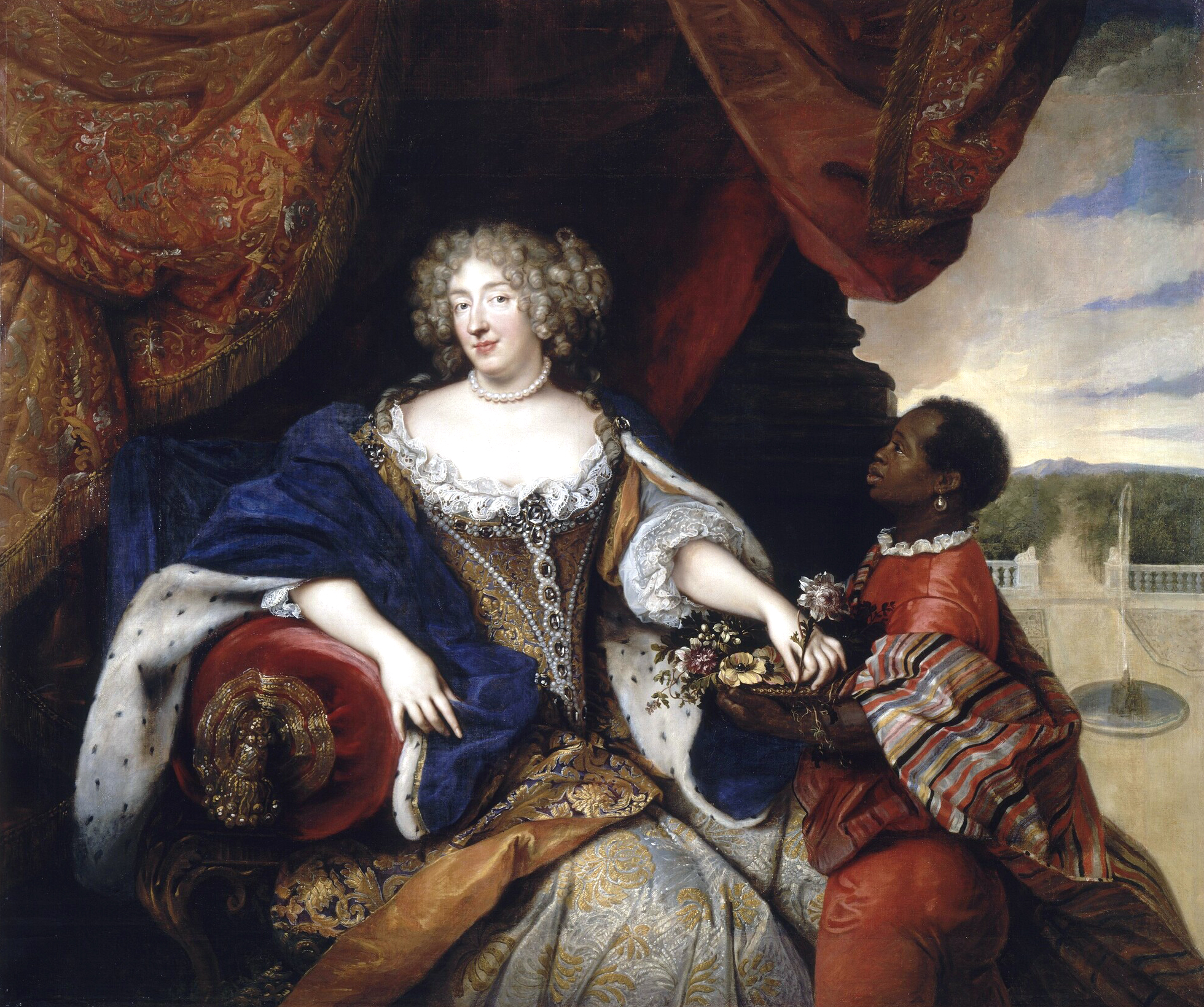
Liselotte cu un paj maur

Ca frate și cumnată a regelui, Liselotte și soțul său frecventau curtea, unde titlul de fils de France le dădea prioritate asupra tuturor după rege, regină, fiii, soțiile și nepoții lor și a favoritei regelui maîtresse-en-titre. Această poziție o irita pe Elisabeth Charlotte, care nu-i iubea pe copiii ilegitimi a lui Ludovic al XIV-lea, în special pe Ducele de Maine. Fiica mai mică a lui Madame de Montespan, Françoise-Marie de Bourbon, în cele din urmă s-a căsătorit cu fiul ei. Nimic nu a reușit să o facă favorabilă acestei căsătorii. Ea nu s-a împăcat niciodată cu această căsătorie. Când a descoperit că fiul ei acceptase la insistențele regelui, l-a pălmuit în fața curții și i-a întors spatele regelui, care o salutase cu o plecăciune. Mai târziu a scris:în cazul în care prin vărsarea propriului meu sânge aș fi reușit să împiedic căsătoria fiului meu, aș fi făcut-o de bunăvoie, dar cum lucrul a fost făcut, nu am avut altă dorință decât să păstrez armonia. După ce regele și-a transferat afecțiunea de la Montespan la Maintenon, a devenit obsesivă în resentimentele și suspiciunea sa față de aceasta. În scrisorile sale când se referă la Madame de Maintenon folosește epitetele de prostituata bătrână a regelui, bătrâna vrăjitoare. În afara corespondenței purtate cu mătușa sa Sofia și surorile sale vitrege (numite Greav), ea a corespondat și cu excurtezanul Gottfried Wilhelm von Leibniz, chiar dacă nu l-a întâlnit niciodată. După moartea lui, ea a insistat ca Academia Franceză de Științe, al cărui membru fusese, să-i onoreze moartea. Elogiul lui Bernard le Bovier de Fontenelle a fost unicul făcut vreodată. Când în 1685 ramura Simmern aparținând Casei de Wittelsbach a dispărut în linia de sex masculin, odată cu moartea fratelui lui Liselotte, Carol al II-lea, Ludovic al XIV-lea a trimis trupe pentru a revendica Palatinatul în numele cumnatei sale. Astfel a început războiul Marii Alianțe(1688-1697). La data de 9 iunie 1701 soțul ei de șaizeci de ani a murit în urma unui ictus, la Castelul Saint-Cloud. Anterior, ar fi avut o discuție aprinsă cu fratele său, în privința comportamentului fiului său, care era și ginerele regelui. 

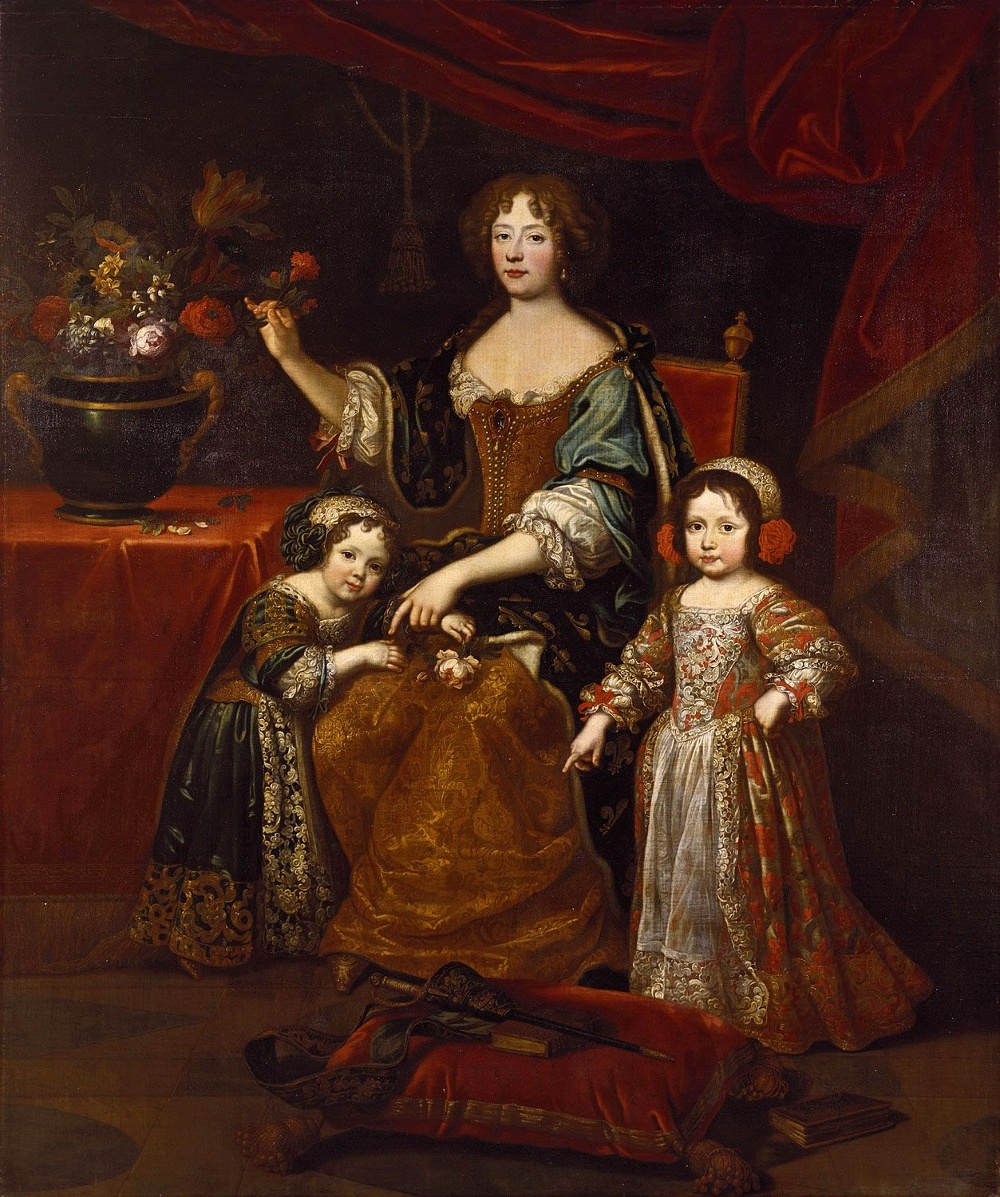
Elisabeth Charlotte cu copiii săi, de Jean Gilbert Murat

După moartea soțului, Liselotte se temea că regele o va trimite la mănăstire, cum era stipulat în contractul de căsătorie. Dar după ce au fost găsite scrisori în care ea uza termeni disprețuitori la adresa lui Madame de Maintenon, ea a mers la rege să ceară iertare. Acesta o pune să ceară scuze și o avertizează să își schimbe atitudinea față de soția sa morganatică. Ea a rămas binevenită la curte, i-a fost permis să-și păstreze rangul și apartamentele în toate reședințele regale. De la soț a rămas cu o rentă de 40000 de livre pe an, regele  a adăugat 250000 de livre, iar fiul i-a promis alte 200000 de livre.
Puțin timp după moartea soțului a scris: În cazul în care cei ce sunt pe lumea cealaltă ar putea ști ce se întâmplă în această lume, Alteța sa, regretatul Monsieur, ar fi mulțumit de mine, pentru că am căutat în sertarele sale și am găsit scrisorile scrise de prietenii săi și le-am ars fără să le citesc, în așa fel să nu cadă în mâinile altora...Am primit un mare confort din partea regelui, altfel nu aș fi putut suporta poziția mea. Când regele vorbește despre Monsieur este foarte mișcat. În 1715 Ludovic al XIV-lea moare în vârstă de șaptezeci și șapte de ani. În testamentul său a împărțit prerogativele între rude și curteni, lăsând tutela noului rege Ludovic al XV-lea, care avea cinci ani, fiului său legitimat, Ducele de Maine. Parlamentul din Paris a răsturnat dispozițiile testamentului la dorința fiului lui Liselotte, care devine astfel regent. În memoriile sale, Liselotte descrie noua eră a  Regenței. Deși nu este superată în rang de nici o altă femeie și este eliberată de persecuțiile imaginare ale lui Madame de Maintenon, nu încetează să se plângă zilnic în scrisorile sale, de cea ce ea consideră o curte din ce în ce mai decadentă. Cred că istoriile ce vor fi scrise despre această curte după noi, vor fi mai bune și mai amuzante decât orice roman și mă tem că cei ce vor veni după noi, nu vor fi capabili să creadă, vor gândi că sunt doar povești. Elisabeth Charlotte a murit la Castelul Saint-Cloud în 8 decembrie 1722, la șaptezeci de ani.

## Caracter și fizionomie

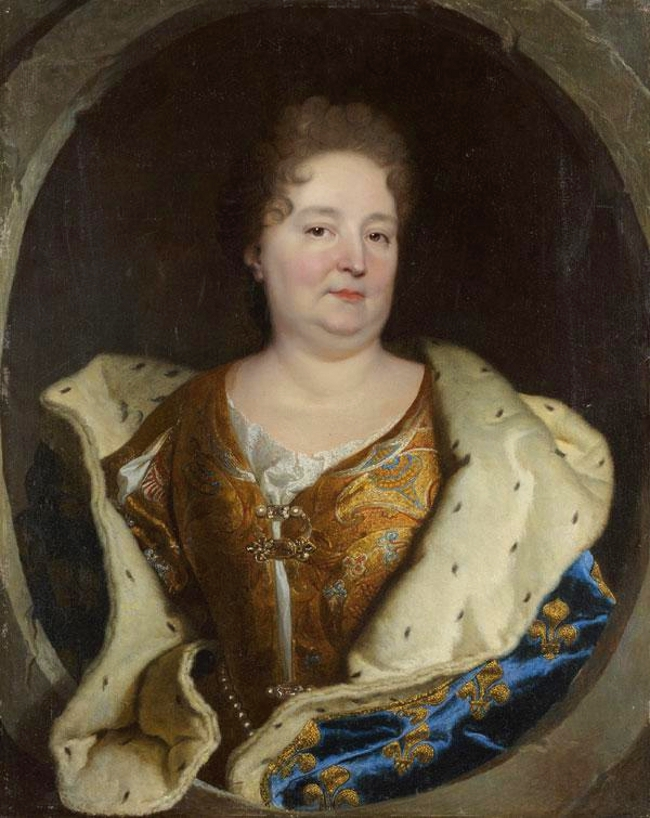
Elisabeth Charlotte

Era grosolană și uneori chiar vulgară. Vorbea cu un puternic accent german și nu îi plăcea dansul, ceea ce era în contrast cu moda franceză din acea epocă. În comparație cu predecesoarea sa, Anne Henrietta considerată frumoasă și grațioasă, Liselotte era greoaie, masculină, ca o amazoană. Avea energia de a vâna o zi întreagă și refuza să-și pună masca pe care o foloseau femeile pentru a-și proteja fața. Cu timpul fața sa a devenit rumenă și bătută.  Obișnuia să meargă atât de repede încât majoritatea curtenilor nu reușeau să țină pasul cu ea. Plăcerea de a mânca a făcut ca în timpul anilor să câștige în greutate, devenind supraponderală. Crescută în religia protestantă, nu iubea lungile liturghii în latină. A fost indignată de infidelitatea deschisă a aristocrației. Opiniile sale erau deseori în contrast cu cele de la curtea franceză.

## Copii
- Alexandre Louis duce de Valois, n. 2 iulie 1673-d. 8 decembrie 1676.
- Filip al II-lea, Duce de Orléans, n. 2 august 1674-d. 2 decembrie 1723, născut la Saint-Cloud, a avut titlul de Duce de Chartres de la naștere până când a devenit Duce de Orléans în 1701. S-a căsătorit cu verișoara sa Françoise-Marie de Bourbon și a avut copii. Moare la Castelul Versailles în 1723. Regent al Franței și Navarrei până la majoratul lui Ludovic al XV-lea, această perioadă a fost cunoscută cu numele de La Regence.
- Élisabeth Charlotte d'Orléans, Ducesă de Lorena, Bar și Teschen, n. 13 septembrie 1676-d. 23 decembrie 1744. Născută la castelul Saint-Cloud, s-a căsătorit cu Leopold de Lorraine, Duce de Lorena în 1698 și a avut copii. A murit la Castelul de Commercy în Lorena în 1744.